# رالف تیله
رالف تیله (انگلیسی: Rolf Thiele; ۷ مارس ۱۹۱۸ – ۹ اکتبر ۱۹۹۴) کارگردان فیلم، تهیه‌کننده فیلم، و فیلم‌نامه‌نویس اهل آلمان بود.
وی کارگردان فیلم‌هایی همچون لولو، ایوا، تودهنی و او بوده‌است.

## مشخصات
رولف تیله (۷ مارس ۱۹۱۸–۹ اکتبر ۱۹۹۴) کارگردان، تهیه‌کننده و فیلمنامه‌نویس آلمانی بود. او بین سالهای ۱۹۵۱ و ۱۹۷۷ چهل و دو فیلم را کارگردانی کرد. او در پرودلیتز، در امپراتوری اتریش-مجارستان متولد شد. فیلم ۱۹۵۸ او (Eva) به جشنواره کن ۱۹۵۹ وارد شد. فیلم Tonio Kröger وی در سال ۱۹۶۴ وارد چهاردهمین جشنواره بین‌المللی فیلم برلین شد.